# Akuntsu
Akuntsu (Acuntsu, Akunsu), pleme američkih Indijanaca porodice Tupari, velike porodice Tupian, s jugoistoka brazilske države Rondônia. Pleme Akuntsu slabo je poznato, a njihov broj 2005. iznosio je tek 6 osoba naseljenih s troje Kanoê Indijanaca na području rezervata Igarapé Omerê (Rio Omerê; općina Columbiara). Pleme je stradalo 1970-tih i 1980-toh godina 20 stoljeća u pokoljima koje su izvali brazilski stočari sa svojim naoružanim revolverašima. 
Nastambe Akuntsua su malene komunalne kolibe (maloke) od trave. Odjeća je oskudna, svodi se na ukrase i vrpce od palminih vlakana vezanih oko mišica ruku i nogu. Žive od lova na pekarije, agutije i tapire; obrađuju i malena polja zasađena maniokom i kukuruzom, i bave se sakupljanjem divljeg voća i ribolovom po obližnjim potocima.  

## Vanjske poveznice
- Akuntsu  Arhivirana inačica izvorne stranice od 10. ožujka 2008. (Wayback Machine)
- Akuntsu and Kanoê